# Euthria placibilis
Euthria placibilis is een slakkensoort uit de familie van de Buccinidae. De wetenschappelijke naam van de soort is voor het eerst geldig gepubliceerd in 2012 door Fraussen, Monteiro & Swinnen.